# Cladochaeta
Cladochaeta este un gen de muște din familia Drosophilidae.

## Specii[1]
- Cladochaeta abarista
- Cladochaeta abbrevifusca
- Cladochaeta abeja
- Cladochaeta abrupta
- Cladochaeta adumbrata
- Cladochaeta adusta
- Cladochaeta akantha
- Cladochaeta albifrons
- Cladochaeta ambidextra
- Cladochaeta amblyharpa
- Cladochaeta antalba
- Cladochaeta aquila
- Cladochaeta armata
- Cladochaeta arthrostyla
- Cladochaeta austrinversa
- Cladochaeta bilinea
- Cladochaeta bispina
- Cladochaeta bomplandi
- Cladochaeta brunnea
- Cladochaeta bupeo
- Cladochaeta calvovis
- Cladochaeta carinata
- Cladochaeta centetor
- Cladochaeta chaeta
- Cladochaeta chelifera
- Cladochaeta crassa
- Cladochaeta dejecta
- Cladochaeta devriesi
- Cladochaeta dikra
- Cladochaeta diminuta
- Cladochaeta dolichofrons
- Cladochaeta dominicana
- Cladochaeta dominitica
- Cladochaeta dracula
- Cladochaeta ectopia
- Cladochaeta erecta
- Cladochaeta fasciata
- Cladochaeta floridana
- Cladochaeta florinversa
- Cladochaeta fuscora
- Cladochaeta genuinus
- Cladochaeta glans
- Cladochaeta glapica
- Cladochaeta hadrunca
- Cladochaeta hamula
- Cladochaeta heedi
- Cladochaeta hermani
- Cladochaeta hodita
- Cladochaeta howdeni
- Cladochaeta incessa
- Cladochaeta infumata
- Cladochaeta inornata
- Cladochaeta inversa
- Cladochaeta jamaicensis
- Cladochaeta janzeni
- Cladochaeta johnsonae
- Cladochaeta labidia
- Cladochaeta laevacerca
- Cladochaeta longistyla
- Cladochaeta masneri
- Cladochaeta mathisi
- Cladochaeta mexinversa
- Cladochaeta minuta
- Cladochaeta mystaca
- Cladochaeta neblina
- Cladochaeta nebulosa
- Cladochaeta neoinversa
- Cladochaeta neosimplex
- Cladochaeta nigranus
- Cladochaeta obscura
- Cladochaeta obunca
- Cladochaeta onyx
- Cladochaeta ostia
- Cladochaeta paradoxa
- Cladochaeta paravolsella
- Cladochaeta paulhansoni
- Cladochaeta pequenita
- Cladochaeta pleurvitta
- Cladochaeta polia
- Cladochaeta propenicula
- Cladochaeta pruinopleura
- Cladochaeta pseudikra
- Cladochaeta pseudunca
- Cladochaeta psychotria
- Cladochaeta ptyelophila
- Cladochaeta ranhyae
- Cladochaeta reversa
- Cladochaeta robusta
- Cladochaeta santana
- Cladochaeta sclerstyla
- Cladochaeta sepia
- Cladochaeta similex
- Cladochaeta simplex
- Cladochaeta sororia
- Cladochaeta spectabilis
- Cladochaeta spinacosta
- Cladochaeta spinula
- Cladochaeta spira
- Cladochaeta starki
- Cladochaeta sternospina
- Cladochaeta sturtevanti
- Cladochaeta telescopica
- Cladochaeta tepui
- Cladochaeta tica
- Cladochaeta trauma
- Cladochaeta travassosi
- Cladochaeta tricerabops
- Cladochaeta tripunctata
- Cladochaeta tubula
- Cladochaeta unca
- Cladochaeta vapida
- Cladochaeta venebula
- Cladochaeta verdifrons
- Cladochaeta vermes
- Cladochaeta wilhansoni
- Cladochaeta wirthi
- Cladochaeta vittata
- Cladochaeta vivipara
- Cladochaeta volsella
- Cladochaeta vomica
- Cladochaeta yanomama
- Cladochaeta zurquia